# Шошана Парсіц
Шошана Парсіц (івр. שושנה פרסיץ‎; 16 листопада 1892 року, Київ — 22 березня 1969, Тель-Авів, Ізраїль) — ізраїльська політична та громадська діячка, учасниця сіоністського руху.

## Походження та навчання
Шошана Златопольска народилася 16 листопада 1892 року в Києві, у родині єврейського філантропа і засновника благодійного товариства «Керен Хаєсод» Гілеля Златопольского. У 1909 році вона стає учасницею руху «Тарбут» і в 1917 році вона опублікувала статтю «Omanut» («Мистецтво») разом з чоловіком Іцоком-Йосипом Зеліковичем-Парсіцем.
У 1920 році Шошана Парсіц була делегатом на Сіоністському конгресі в Лондоні.
Шошана Парсіц навчалася в університетах Москви та Парижу, закінчила Сорбонну за спеціальністю «Література».

## Діяльність в Ізраїлі
В 1925 році її репатриювали до Єрец-Ізраєль. З 1925 по 1935 рр. працювала в Тель-Авівській міській раді і очолювала департамент освіти муніципалітету. Член комітету освіти Сіоністської федерації, департаменту освіти Ваад Леумі. Голова комітету контролю загальної шкільної освіти та жіночої організації «Загальних сіоністів» у 1948—1954 роках

### Депутатство
Обрана до першого, другого і третього скликання Кнесету, представляючи «Загальних сіоністів». Шошана Парсіц була головою комітету з культури та освіти ізраїльського парламенту. У 1968 році удостоєна Державної премії Ізраїлю за внесок в освіту.

## Родина
Її донька, Ємима Міло — театральна актриса, директор і викладач, один із засновників Театру Камери. Інша донька, Шуламіт, одружена з Гершоном Шокеном, політиком, редактором газети «Гаарец».